# 東三洞貝塚
東三洞貝塚（：／ Dongsam-dong Paechong */?）是位于韩国釜山廣域市影岛区影岛西海岸的一處考古遺址。
東三洞贝塚顯示在櫛文陶器时代的人们生活在相對较小、受限的区域内。1969年起，国立中央博物馆的考古学家在遺址进行了3次挖掘，发现該貝塚是在朝鲜半岛南部迄今发现的最古老的遺址。 朝鲜陶瓷表明該遺址存於公元前8000年至7000 年间，但碳定年顯示該址應為櫛文陶器时代中期（约公元前3500 年）、晚期 (約公元前2000年）。